# A70 (Groot-Brittannië)
De A70 is een hoofdverkeersweg in Schotland. De weg verbindt Edinburgh via Cumnoch met Ayr en is 122 km lang.

## Routebeschrijving
De A70 begint in de Schotse hoofdstad Edinburgh op de kruising Dairy Road/Morrison Street/Hay Market waar ze afsplitst van de A8. De weg kent op de kruising Gorgie Road de aansluiting van de A71 en kruist A720 zonder aansluiting en verlaat Edinburgh. De weg loopt verder door Carnweth waar hij op de A721 aansluit en deze volgt tot op een kruising ten noorden van Carstairs. Vanaf deze kruising loopt de weg in zuidelijke richting door het gehucht Carstairs en kent op een kruising ten noordoosten van Lanark de aansluiting van de A743. Ten zuidoosten van Lanark is er een samenloop met de A73 en kruist de A70 bij afrit Uddington de M74. De weg loopt verder in zuidwestelijke richting en loopt door het gehucht Douglas, door Cumnock waar op de  Dettingen Roundabout de A76 gekruist wordt en de weg nog doorloopt naar Ochiltree en Coylton. De A70 kruist op de Holmston Roundabout de A77, leidt door de stad Ayr waar ze de A79 kruist en eindigt op een kruising met de A719